# Cmentarz prawosławny w Czumowie
Cmentarz prawosławny w Czumowie – nekropolia prawosławna w Czumowie, założona najprawdopodobniej w XIX w. i użytkowana do II wojny światowej.

## Historia i opis
Filialna cerkiew w Czumowie została wzniesiona w XVIII w. z fundacji Stanisława Kurdwanowskiego, na potrzeby zdecydowanej większości mieszkańców wsi – wyznawców katolicyzmu w obrządku bizantyjskim. W 1875 ludność ta przeszła na prawosławie, świątynia funkcjonowała nadal po zmianie wyznania. Cmentarz powstał w sąsiedztwie świątyni i był użytkowany do końca II wojny światowej, gdy ludność ukraińską wyznania prawosławnego wywieziono z Czumowa (w większości do ZSRR, pojedyncze osoby – w ramach Akcji „Wisła”). Po tym czasie został zdewastowany.
Na początku lat 90. XX wieku na cmentarzu znajdowało się dziesięć kamiennych nagrobków zachowanych w całości lub częściowo. Wszystkie miały postać postumentów, na których pierwotnie znajdowały się krzyże prawosławne, które po 1947 zostały strącone na ziemię. Na nagrobkach widniały inskrypcje cerkiewnosłowiańskie. Znaczna część cmentarza zarośnięta była drzewami owocowymi i gęstymi krzewami, była też wykorzystywana jako pastwisko. W 2015 tylko jeden nagrobek zachował się w całości. W tym samym roku cmentarz został odnowiony przez wolontariuszy z Towarzystwa dla Natury i Człowieka.

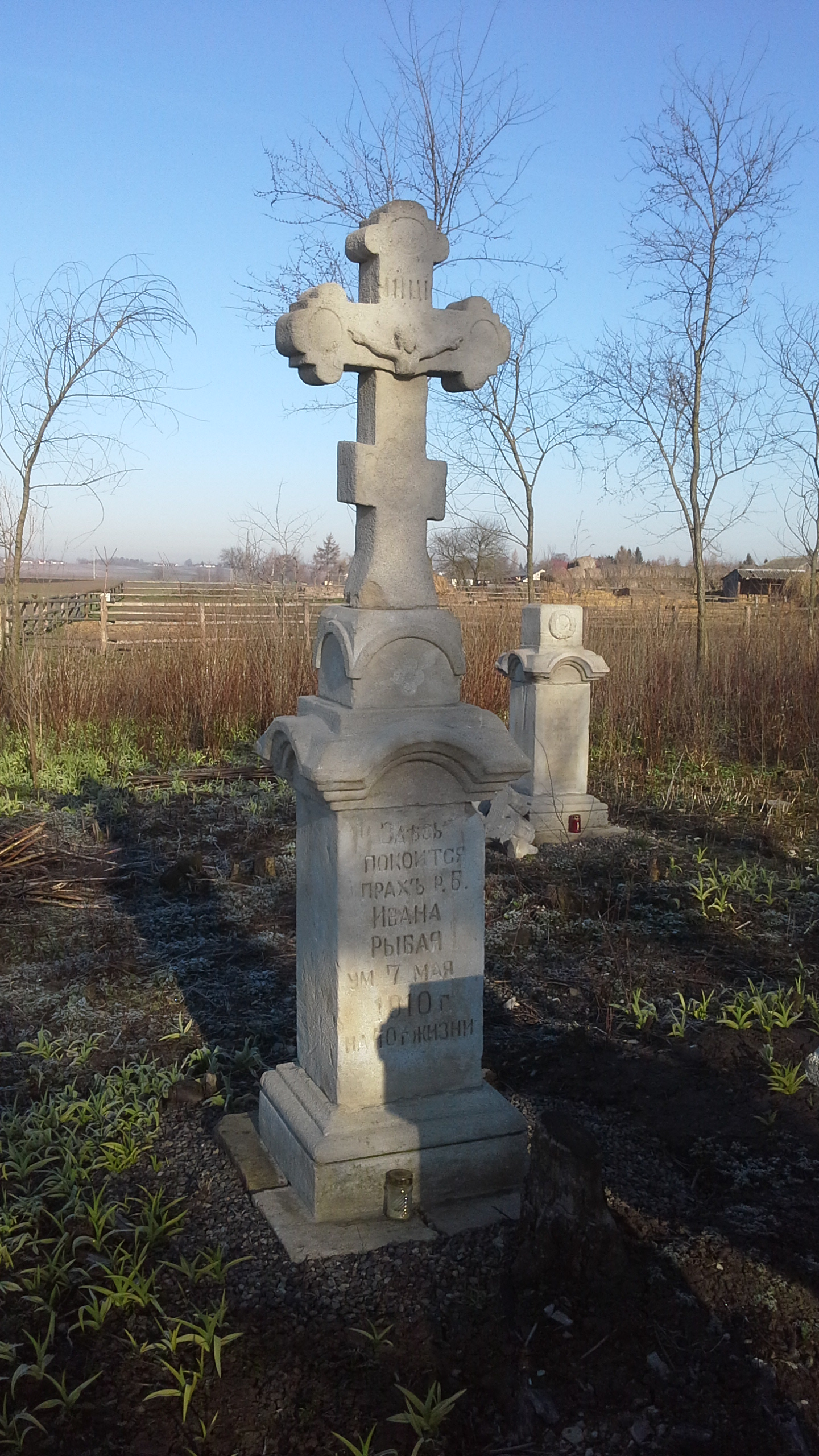
Zrekonstruowany nagrobek z krzyżem prawosławnym z 1910
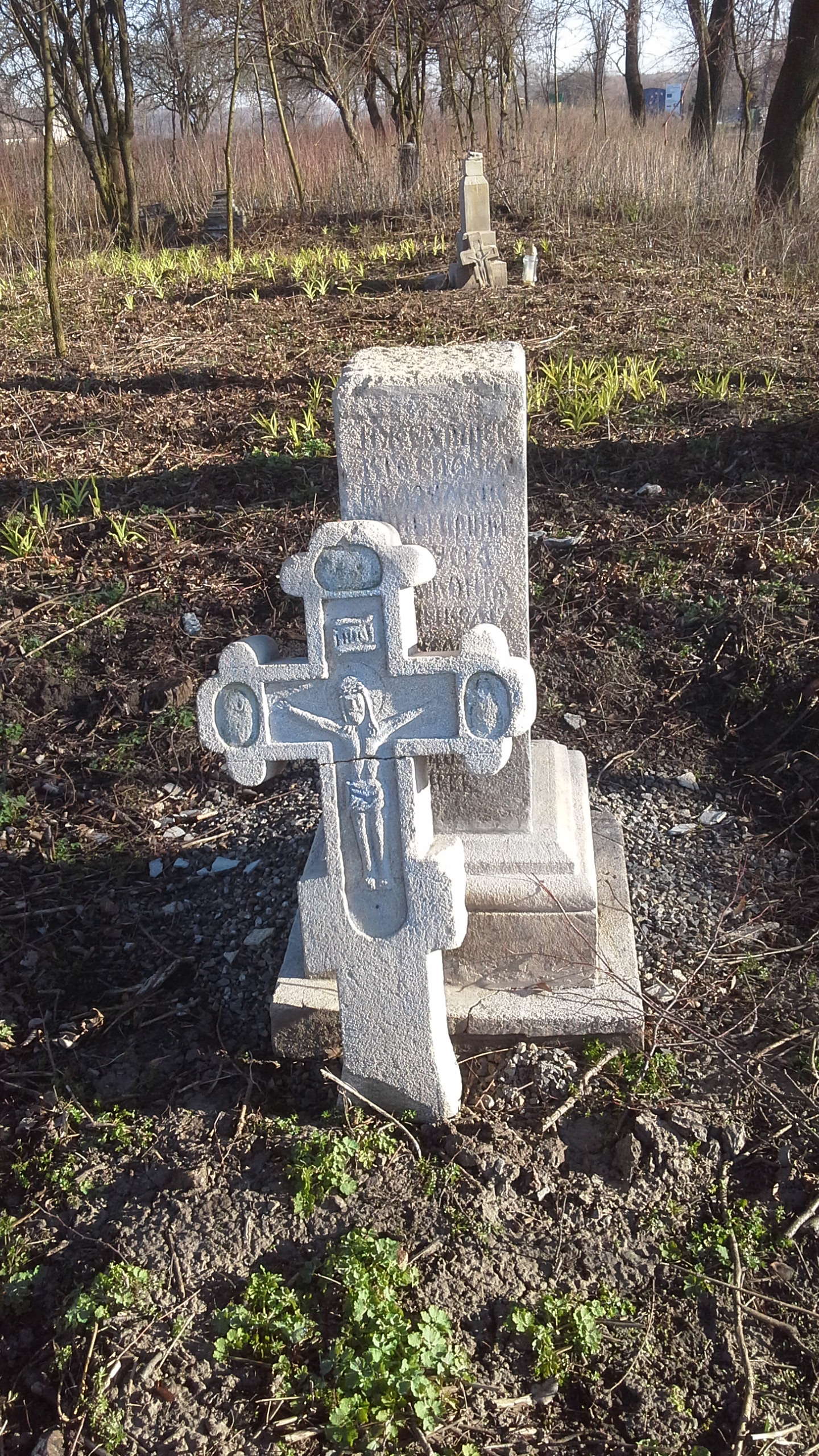
Nagrobek z ludowym krucyfiksem
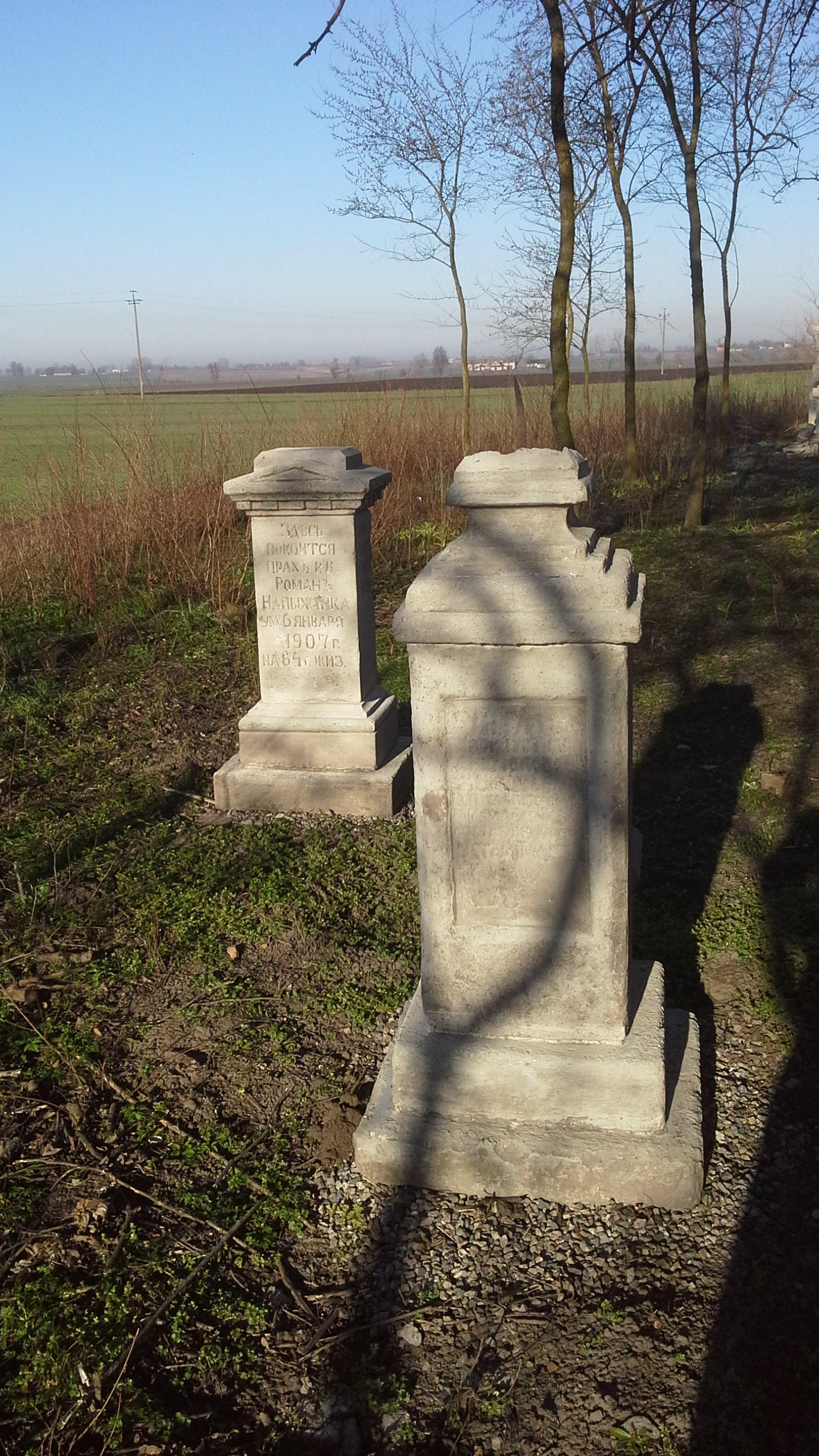
Nagrobki z pocz. XX w.